# العلي (دير الزور)
العلي قرية سورية تتبع ناحية كسرة في منطقة مركز دير الزور في محافظة دير الزور. بلغ عدد سكانها 3031 نسمة في عام 2004 حسب إحصاء المكتب المركزي للإحصاء.